# ZyCoV-D 카딜라 코로나19 백신
카딜라 코로나19 백신은 인도에서 만든 세계최초의 DNA 코로나19 백신이며 현재 긴급사용승인 되었다.

## 특이점
코로나19 백신은 대부분 2차접종을 하지만 이 백신은 3차까지 맞아야한다.

## 예방률
예방률은 66.6%로 얀센 코로나19 백신보다 0.3% 낮다.

## 같이 보기
- 인도의 코로나19 예방접종